# Pierre Wolkonsky
Le prince Pierre Mikhaïlovitch Wolkonsky ou Volkonski, né le 17 septembre 1861 à Saint-Pétersbourg et mort le 11 septembre 1948 à Paris, est un aristocrate russe, frère de Serge Wolkonsky et arrière-petit-fils du comte von Benckendorff, héros des guerres napoléoniennes.

## Famille
Le prince Wolkonsky est le fils du prince Michel Sergueïévitch Wolkonsky (ru), fils d'un décembriste célèbre, et de la princesse Élisabeth Grigorievna, née Wolkonsky, son épouse qui était aussi sa cousine et petite-fille du général-comte von Benckendorff.
Il épouse la  princesse Elizabeth (Catherine) Alekseevna Shahovskaya (1867-1919?), fille du général Alexei Ivanovich Shakhovsky (de), avec qui il a un fils, Michel, qui émigre en URSS en 1947 avec sa famille, lorsque Staline suscite des cercles de propagande en occident pour le retour des Russes blancs.

## Biographie
Le prince Wolkonsky est propriétaire terrien et Kammerherr (chambellan), titre honorifique à la cour de Russie et préside l'assemblée de la noblesse de l'ouiezd de Balachov dans le gouvernement de Tambov. Il est à la tête d'une organisation agricole pendant la Première Guerre mondiale et il est un des fondateurs d'une organisation œcuménique en Russie en 1917.
Il émigre d'abord à Constantinople en 1918, où il se convertit au catholicisme au sein de l'Église grecque-catholique russe, puis en France, où son frère Serge le rejoint. Il travaille de 1931 à 1938 aux archives de Mgr André Szeptycki (1865-1944), dont le procès en béatification a été ouvert en 1958. Il meurt en 1948 à Paris, quelques mois après le départ de son fils pour l'URSS.
Pierre Wolkonsky mis à profit sa parfaite connaissance du français et une certaine disponibilité en temps, pour traduire deux ouvrages de l'explorateur-topographe Vladimir Arséniev : La Taïga de l'Oussouri - Mes expéditions avec le chasseur gold Derzou première édition française  Editions Payot 1939. Ainsi que Dersou Ouzala : la Taïga de l'Oussouri première publication française, Edition Payot 1939